# Équipe d'Israël olympique de football
Maillots
L'équipe d'Israël olympique de football  représente Israël dans les compétitions de football espoirs comme les Jeux olympiques d'été, où sont conviés les joueurs de moins de 23 ans.

## Palmarès
Israël a participé à deux tournois olympiques, cependant ces 2 participations relèvent de l'équipe A et non de l'équipe U23.
En 1968, le pays est qualifié pour les jeux grâce à sa place dans la zone Asie après que l'Inde et l'Iran se soient abstenus. Israël n'a affronté que l'équipe de Ceylan en s'imposant au match aller 4-0 puis 6-0 au retour.
Au premier tour, Israël finit deuxième du groupe avec deux victoires (5:3 face au Ghana, 3:1 face au Salvador) et une défaite face à la Hongrie. En quart de finale, Israël est opposé à la Bulgarie qui marque dès la cinquième minute mais l'équipe revient au score à la 89e ; sur le score de 1 à 1, la Bulgarie est désigné vainqueur après tirage au sort.
Israël participe à son second tournoi en 1976, après s'être qualifié de la zone Asie en battant la Corée du Sud et le Japon. Au 1er tour, Israël se qualifie sans remporter de victoire mais finit 2e avec trois nuls (0:0 face au Guatemala, 2:2 face au Mexique, 1:1 face à la France). En quart de finale, elle s'incline 4:1 face au Brésil.
Israël va participer en 2024 à son troisième tournoi olympique avec sa place de demi-finaliste à l'Euro espoirs 2023.

## Parcours lors des Jeux olympiques
Depuis les Jeux olympiques d'été de 1992, le tournoi est joué par des joueurs de moins de 23 ans.
| Football aux Jeux olympiques | Football aux Jeux olympiques | Football aux Jeux olympiques | Football aux Jeux olympiques | Football aux Jeux olympiques | Football aux Jeux olympiques | Football aux Jeux olympiques | Football aux Jeux olympiques | Football aux Jeux olympiques |
| Année                        | Tour                         | Classement                   | J                            | G                            | N                            | P                            | Bp                           | Bc                           |
| ---------------------------- | ---------------------------- | ---------------------------- | ---------------------------- | ---------------------------- | ---------------------------- | ---------------------------- | ---------------------------- | ---------------------------- |
| 1948                         | Non participant              | -                            | -                            | -                            | -                            | -                            | -                            | -                            |
| 1952                         | Non participant              | -                            | -                            | -                            | -                            | -                            | -                            | -                            |
| 1956                         | Non qualifiée                | -                            | -                            | -                            | -                            | -                            | -                            | -                            |
| 1960                         | Non qualifiée                | -                            | -                            | -                            | -                            | -                            | -                            | -                            |
| 1964                         | Non qualifiée                | -                            | -                            | -                            | -                            | -                            | -                            | -                            |
| 1968                         | Quart de finale              | 5e                           | 4                            | 2                            | 1                            | 1                            | 9                            | 7                            |
| 1972                         | Non qualifiée                | -                            | -                            | -                            | -                            | -                            | -                            | -                            |
| 1976                         | Quart de finale              | 6e                           | 4                            | 0                            | 3                            | 1                            | 4                            | 7                            |
| 1980                         | Non qualifiée                | -                            | -                            | -                            | -                            | -                            | -                            | -                            |
| 1984                         | Non qualifiée                | -                            | -                            | -                            | -                            | -                            | -                            | -                            |
| 1988                         | Non qualifiée                | -                            | -                            | -                            | -                            | -                            | -                            | -                            |
| 1992                         | Non qualifiée                | -                            | -                            | -                            | -                            | -                            | -                            | -                            |
| 1996                         | Non qualifiée                | -                            | -                            | -                            | -                            | -                            | -                            | -                            |
| 2000                         | Non qualifiée                | -                            | -                            | -                            | -                            | -                            | -                            | -                            |
| 2004                         | Non qualifiée                | -                            | -                            | -                            | -                            | -                            | -                            | -                            |
| 2008                         | Non qualifiée                | -                            | -                            | -                            | -                            | -                            | -                            | -                            |
| 2012                         | Non qualifiée                | -                            | -                            | -                            | -                            | -                            | -                            | -                            |
| 2016                         | Non qualifiée                | -                            | -                            | -                            | -                            | -                            | -                            | -                            |
| 2021                         | Non qualifiée                | -                            | -                            | -                            | -                            | -                            | -                            | -                            |
| 2024                         | 1er tour                     | 15e                          | 3                            | 0                            | 1                            | 2                            | 3                            | 6                            |
| 2028                         | À venir                      | -                            | -                            | -                            | -                            | -                            | -                            | -                            |
| 2032                         | À venir                      | -                            | -                            | -                            | -                            | -                            | -                            | -                            |
| Total                        | 3/20                         | Aucune médaille              | 11                           | 2                            | 5                            | 4                            | 16                           | 20                           |